# Каракульский район (Челябинская область)
Каракульский район — административно-территориальная единица в составе Челябинской области, существовавшая в 1935—1959 годах. Административный центр — село Каракульское.
Каракульский район был образован в составе Челябинской области 18 января 1935 года путём выделения из Подовинного района.
По данным 1945 года Каракульский район включал 10 сельсоветов: Аминевский, Белозерский, Березовский, Бурханкульский, Варваринский, Каракульский, Крутоярский, Подовинский, Сысоевский и Теренкульский
27 апреля 1959 года Каракульский район был упразднён, а его территория передана в Октябрьский район.